# Hôtel Africa
L'hôtel Africa est un hôtel cinq étoiles situé sur l'avenue Habib-Bourguiba à Tunis (Tunisie). Il fait partie de la chaîne d'hôtels El Mouradi.

## Description
L'hôtel, d'une hauteur de 78,95 mètres et 22 étages, est construit en 1971 et conçu par les architectes Olivier-Clément Cacoub et Jason Kyriacopoulos. Il comporte 212 chambres.
Il est vendu par la Société tunisienne de banque en 1998.